# Miracema do Tocantins
Miracema do Tocantins là một đô thị thuộc bang Tocantins, Brasil. Đô thị này có diện tích 2656,078 km², dân số năm 2007 là 19683 người, mật độ 7,41 người/km².